# James Stewart Jr (pilote)
Pour les articles homonymes, voir Stewart et James Stewart (homonymie).
James Stewart Jr (alias James « Bubba » Stewart), né le 21 décembre 1985 à Bartow, Floride, est un pilote de moto-cross et de Supercross américain. Parfois mentionné comme le « Tiger Woods du supercross », il est connu comme étant le premier Afro-américain à avoir eu du succès en moto-cross comme en Supercross. Considéré comme le plus grand technicien de tous les temps, il révolutionne le pilotage tout terrain moderne en initiant notamment le Scrub (technique d'amorti consistant à coucher la moto sur la crête d'un appel de saut permettant de limiter le temps en l'air).
Il annonce officiellement sa retraite sportive en 2019.

## Biographie
Deux jours après sa naissance, survenue à Bartow en Floride, son père lui fait faire son premier tour de moto en Californie. À l'âge de trois ans, il pilote sa première moto, puis, l'année suivante, il fait ses premières courses. Son frère, Malcolm Stewart, est également pilote de moto-cross.
Il n'a pas encore six ans lorsqu'il remporte le premier de ses 11 titres AMA National Amateur. Son père s'occupe de l'entraînement de James Stewart Jr. Il fait connaissance avec un pilote de moto-cross plein d'avenir, Tony Haynes. Lorsque celui-ci est victime d'un accident en 1993 qui le rend paralysé du bas du corps, James Stewart Jr lui demande l'autorisation de porter son numéro de plaque.
En 1997, son père franchit un nouveau pas en achetant un terrain de quarante acres à Haines City, en Floride pour y construire une piste d'entraînement à l'arrière de la maison familiale.
Il continue d'accumuler les victoires lors des courses amateurs, dont onze titres nationaux, ce qui fait de lui l'un des plus grands espoirs du sport.
En 2002, il commence sa carrière professionnelle avec Kawasaki. Il fait ses premiers pas en championnat AMA, dans le championnat 125 de la côte-ouest, où seules des chutes et erreurs de débutant l'empêchent de remporter le titre. Il obtient toutefois un titre durant cette saison 2002 en remportant le Championnat AMA de motocross 125 cm3. Il est également nommé meilleur rookie AMA de l'année 2002.
La saison suivante, il remporte aisément le championnat Supercross 125 cm3 de la Côte-Ouest. Cependant, une blessure, clavicule cassée, due à une chute sévère à Las Vegas à la fin de cette saison de Supercross, l'oblige  à déclarer forfait pour les premières épreuves du championnat de moto-cross. Lorsqu'il fait son retour, il remporte toutes les courses auxquelles il participe.
Sa saison 2004 est couronnée de deux titres, le premier en Supercross lors du championnat 125 cm3 de la côte-est, puis le second en moto-cross. Dans cette dernière discipline, il ne connaît qu'un seul échec, laissant seulement une manche à Mike Brown en raison d'une casse mécanique.
À l'issue de cette saison, il passe à la catégorie supérieure, en 450 cm3. Il montre tout de suite qu'il a le niveau pour rivaliser avec les ténors de la catégorie reine. Toutefois, une chute lors de la deuxième étape du championnat à Phoenix, qui le laisse avec un poignet cassé, le prive de sa première victoire en Supercross 450 cm3. Celle-ci arrive le 2 avril 2005, lors de l'épreuve de Dallas, dans ce qui est seulement sa troisième course dans la catégorie.
Durant les deux années 2005 et 2006, il remporte de nombreuses victoires. En 2006, il remporte pour la première fois le motocross des nations avec l'équipe américaine. Il remporte également le championnat du monde (FIM) de supercross.
En 2007, il remporte son premier titre de champion AMA de supercross
avec un bilan de 13 victoires en 16 courses, enchaînant même sept victoires lors des sept dernières courses. Il devance au classement final Chad Reed de 51 points et Timmy Ferry de 109 points.
Une blessure au genou l'empêche de postuler au titre en moto-cross en le privant de nombreuses courses. Cette blessure le prive également de la saison de supercross 2008, période qu'il utilise pour se remettre parfaitement après l'opération au genou qu'il a décidé de subir pour parfaitement assurer la remise en état. Il revient à la compétition pour le championnat de moto-cross où il remporte les 24 manches de la saison pour empocher un nouveau titre.
Pour la saison 2009, Stewart change d'équipe : après ses premières années avec Kawasaki, il signe avec Yamaha Red Bull en remplacement de Chad Reed. 

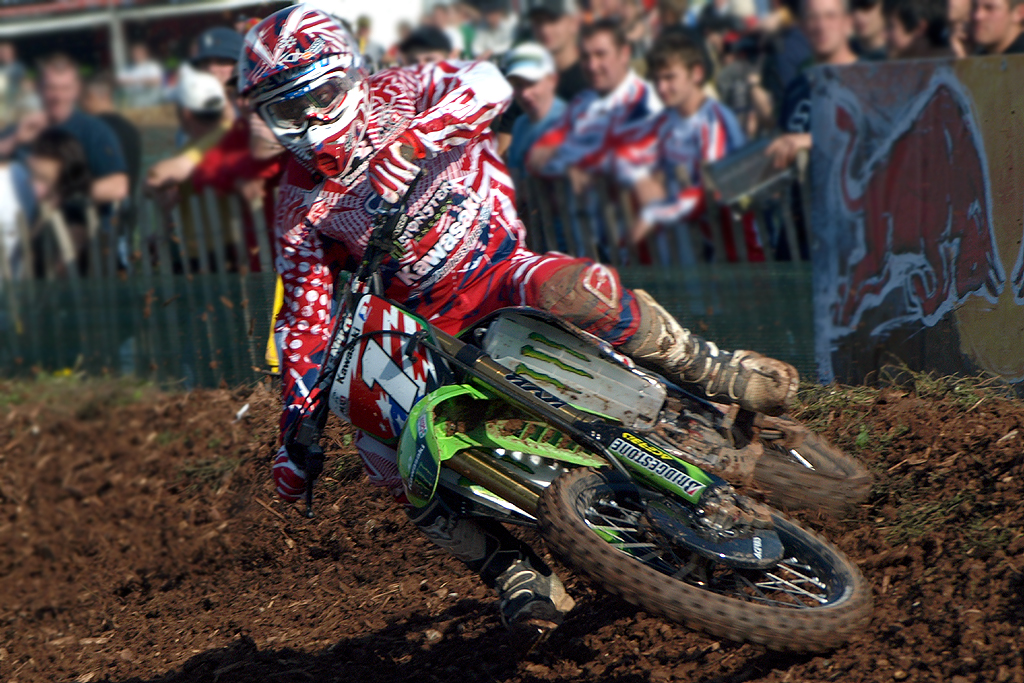
Stewart en 2008 sur sa Kawasaki 450 kxf

Il remportera néanmoins un titre en 2009, en Supercross. Après 4 ans avec Yamaha, il signe chez Yoshimura Suzuki. Dès son arrivée en mai 2012, il remporte les 4 premières manches du championnat Outdoor avant de se blesser lors de la 3e épreuve à Thunder Valley (Colorado). Il reviendra plus tard dans la saison sans connaître de succès. Il se consacrera ensuite à la préparation du championnat de supercross 2013.
Début 2013, James décide de lancer sa propre marque d'équipements de motocross, Seven MX,. Il a créé cette marque en collaboration avec Troy Lee Designs. Il termine à la 10e place du championnat de Supercross, remportant l'épreuve d'Arlington et terminant 3 fois sur le podium. En Motocross, il se classe à la 5e place du championnat, gagnant l'épreuve de Spring Creek
.
Le 19 octobre 2013, James Stewart remporte la 3e édition de la Monster Energy Cup en se classant 1er de 2 des 3 manches.
En 2014, James entame la saison de Supercross par une chute lors d'Anaheim I, alors qu'il luttait pour la première place avec le rookie Ken Roczen. Il gagne sa première course de l'année lors de la 6e épreuve, à San Diego, et enchaînera avec une seconde victoire consécutive lors de l'épreuve d'Arlington.
Le 13 février, Yoshimura Suzuki Factory Racing annonce la prolongation du contrat de James Stewart chez Suzuki pour la saison 2015.
Après 3 courses aux résultats décevants, James renoue la victoire lors du Supercross de Detroit. À l'occasion de sa 4e victoire de l'année, à Toronto, Stewart devient second de la "All-time wins list", avec 49 victoires derrière Jeremy McGrath (72 victoires).
Avec une 3e victoire consécutive à Saint Louis, James revient à 1 point de Ryan Dungey, second du classement général. Après 2 dernières places lors des 2 dernières finales du championnat, James termine à la 4eplace du championnat remporté par Ryan Villopoto, soit son meilleur résultat depuis 2011.
Le 20 juin 2014, la Fédération Internationale de Motocyclisme (FIM) communique sa décision de suspendre provisoirement James Stewart de toutes compétitions de moto à la suite d'un contrôle antidopage positif aux amphétamines.  Le contrôle a été effectué lors du SX de Seattle, disputé le 12 avril 2014. Deux autres pilotes ont été contrôlés le même jour, Ryan Villopoto et Ryan Dungey, et Stewart sera le seul déclaré positif. Il s'agit du premier cas de dopage avéré dans le milieu du motocross moderne. 
Malgré cette décision, James peut continuer à participer au championnat AMA Motocross 450 cm3 2014, le championnat ne relevant pas de l’autorité de la FIM.
La suite du championnat est faite de résultats peu encourageants pour James qui renonce à participer aux 4 dernières épreuves. Début octobre, James remporte la 1re édition du Red Bull Straight Rhythm, épreuve consistant en un-contre-un sur une ligne droite de 800 mètres,.

### 2015: une saison blanche
Cette suspension de la part de la FIM oblige James à déclarer forfait pour les championnats américains 2015 de supercross et de motocross.
Toutefois, James Stewart a pu faire appel de la décision afin de réduire la durée de la suspension. Cette séance d'appel s'est tenue le 30 mars 2015 au siège du Tribunal arbitral du sport, à Lausanne.
Le 28 avril, le Tribunal arbitral du sport indique que le jury confirme sa sanction de 16 mois de suspension à l'encontre du pilote Suzuki ainsi que sa disqualification des épreuves disputées pendant la période de suspension débutée le 12 avril 2014.
Dans un communiqué de presse publié par l'équipe Yoshimura Suzuki, James déclare: « C'est extrêmement décevant que mon appel ait été rejeté. Mais je suis heureux que cela soit terminé et maintenant je peux concentrer toute mon attention à la préparation des quelques événements auxquels je vais participer cette année et revenir plus fort en 2016 ».
En juin, il signe une prolongation de contrat avec Suzuki le liant à l'équipe jusqu'à la fin de sa carrière,.
Le Red Bull Straight Rhythm, en octobre, signe son retour à la compétition. Tenant du titre, il remporte à nouveau l'épreuve, battant tour à tour Nick Schmidt, Josh Hansen, Ryan Dungey et enfin Ken Roczen en finale.

## Résultats détaillés en carrière

### Résultats en AMA Supercross
| Année | Équipe                         | Moto             | 1     | 2   | 3      | 4   | 5       | 6       | 7   | 8   | 9   | 10  | 11  | 12  | 13  | 14  | 15  | 16  | 17  | Classement | Points |
| ----- | ------------------------------ | ---------------- | ----- | --- | ------ | --- | ------- | ------- | --- | --- | --- | --- | --- | --- | --- | --- | --- | --- | --- | ---------- | ------ |
| 2002  | Team Chevy Trucks Kawasaki     | Kawasaki KX 125  | ANA I | SDI | ANA II | PHO | ANA III | HOU     | DAL | SLC |     |     |     |     |     |     |     |     |     | 2e         | 145    |
| 2002  | Team Chevy Trucks Kawasaki     | Kawasaki KX 125  | 2     | 1   | 2      | 1   | 11      | 10      | 16  | 1   |     |     |     |     |     |     |     |     |     | 2e         | 145    |
| 2003  | Team Chevy Trucks Kawasaki     | Kawasaki KX 125  | ANA I | PHO | ANA II | SFA | ANA III | SDI     | DAL | SLC |     |     |     |     |     |     |     |     |     | 1er        | 197    |
| 2003  | Team Chevy Trucks Kawasaki     | Kawasaki KX 125  | 2     | 1   | 1      | 1   | 1       | 1       | 1   | 1   |     |     |     |     |     |     |     |     |     | 1er        | 197    |
| 2004  | Team Chevy Trucks Kawasaki     | Kawasaki KX 125  | HOU   | MIN | ATL    | DAY | LOU     | IND     | PON |     |     |     |     |     |     |     |     |     |     | 1er        | 150    |
| 2004  | Team Chevy Trucks Kawasaki     | Kawasaki KX 125  | 1     | 1   | 1      | 1   | 1       | -       | 1   |     |     |     |     |     |     |     |     |     |     | 1er        | 150    |
| 2005  | Team Kawasaki Motocross Racing | Kawasaki KX 250  | ANA I | PHO | ANA II | SFA | ANA III | IND     | SDI | ATL | LOU | DAY | ORL | DAL | PON | SEA | HOU | LAS |     | 10e        | 129    |
| 2005  | Team Kawasaki Motocross Racing | Kawasaki KX 250  | 5     | -   | -      | -   | -       | -       | -   | -   | -   | -   | 3   | 1   | 4   | 1   | 1   | -   |     | 10e        | 129    |
| 2006  | Team Kawasaki Motocross Racing | Kawasaki KX 450F | ANA I | PHO | ANA II | SFA | ANA III | SDI     | LOU | ATL | IND | DAY | ORL | DET | HOU | DAL | SEA | LAS |     | 2e         | 336    |
| 2006  | Team Kawasaki Motocross Racing | Kawasaki KX 450F | 1     | 3   | 3      | 1   | 8       | 1       | 17  | 3   | 2   | 6   | 1   | 1   | 1   | 2   | 1   | 1   |     | 2e         | 336    |
| 2007  | Team Monster Energy Kawasaki   | Kawasaki KX 450F | ANA I | PHO | ANA II | SFA | ANA III | HOU     | SDI | ATL | LOU | DAY | ORL | IND | DAL | DET | SEA | LAS |     | 1er        | 385    |
| 2007  | Team Monster Energy Kawasaki   | Kawasaki KX 450F | 1     | 1   | 1      | 2   | 1       | 1       | 5   | 1   | 2   | 1   | 1   | 1   | 1   | 1   | 1   | 1   |     | 1er        | 385    |
| 2008  | Team Monster Energy Kawasaki   | Kawasaki KX 450F | ANA I | PHO | ANA II | SFA | ANA III | SDI     | HOU | ATL | IND | DAY | MIN | TOR | DAL | DET | LOU | SEA | LAS | 23e        | 47     |
| 2008  | Team Monster Energy Kawasaki   | Kawasaki KX 450F | 2     | 1   | -      | -   | -       | -       | -   | -   | -   | -   | -   | -   | -   | -   | -   | -   | -   | 23e        | 47     |
| 2009  | Team San Manuel/ L&M Racing    | Yamaha YZ 450F   | ANA I | PHO | ANA II | HOU | SFA     | ANA III | SDI | ATL | IND | DAY | NOR | LOU | TOR | JAK | SEA | SLC | LAS | 1er        | 377    |
| 2009  | Team San Manuel/ L&M Racing    | Yamaha YZ 450F   | 19    | 1   | 1      | 1   | 1       | 1       | 1   | 1   | 2   | 7   | 1   | 2   | 1   | 1   | 2   | 1   | 3   | 1er        | 377    |
| 2010  | Team San Manuel/ L&M Racing    | Yamaha YZ 450F   | ANA I | PHO | ANA II | SFA | SDI     | ANA III | IND | ATL | DAY | TOR | DAL | JAK | HOU | LOU | SEA | SLC | LAS | 20e        | 51     |
| 2010  | Team San Manuel/ L&M Racing    | Yamaha YZ 450F   | 1     | 15  | 3      | -   | -       | -       | -   | -   | -   | -   | -   | -   | -   | -   | -   | -   | -   | 20e        | 51     |
| 2011  | Team San Manuel/ L&M Racing    | Yamaha YZ 450F   | ANA I | PHO | LA     | OAK | ANA II  | HOU     | SDI | ATL | DAY | IND | JAK | TOR | ARL | LOU | SEA | SLC | LAS | 4e         | 301    |
| 2011  | Team San Manuel/ L&M Racing    | Yamaha YZ 450F   | 3     | 1   | 2      | 1   | 1       | 15      | 3   | 4   | 9   | 2   | 18  | 4   | 4   | 1   | 1   | 10  | 15  | 4e         | 301    |
| 2012  | Joe Gibbs Racing MX Team       | Yamaha YZ 450F   | ANA I | PHO | LA     | OAK | ANA II  | SDI     | ARL | ATL | LOU | DAY | IND | TOR | HOU | NOR | SEA | SLC | LAS | 7e         | 178    |
| 2012  | Joe Gibbs Racing MX Team       | Yamaha YZ 450F   | 7     | 8   | 3      | 1   | 2       | 15      | 6   | 3   | 5   | 1   | Ab  | -   | 20  | -   | -   | -   | -   | 7e         | 178    |
| 2013  | Yoshimura Racing Team          | Suzuki RM-Z450   | ANA I | PHO | ANA II | OAK | ANA III | SDI     | ARL | ATL | LOU | DAY | IND | TOR | HOU | MIN | SEA | SLC | LAS | 10e        | 174    |
| 2013  | Yoshimura Racing Team          | Suzuki RM-Z450   | 8     | 7   | 12     | 19  | 4       | 4       | 20  | 1   | 2   | 8   | 3   | 7   | 19  | 18  | -   | -   | -   | 10e        | 174    |
| 2014  | Yoshimura Racing Team          | Suzuki RM-Z450   | ANA I | PHO | ANA II | OAK | ANA III | SDI     | ARL | ATL | IND | DAY | DET | TOR | LOU | HOU | SEA | RUT | LAS | 4e         | 272    |
| 2014  | Yoshimura Racing Team          | Suzuki RM-Z450   | 17    | 4   | 2      | 2   | 7       | 1       | 1   | 11  | 7   | 18  | 1   | 1   | 1   | 5   | 2   | 22  | 22  | 4e         | 272    |
| 2016  | Yoshimura Racing Team          | Suzuki RM-Z450   | ANA I | SDI | ANA II | OAK | GLE     | SDI     | ARL | ATL | DAY | TOR | DET | STC | IND | LOU | FOX | RUT | LAS |            |        |
| 2016  | Yoshimura Racing Team          | Suzuki RM-Z450   | 22    | Np  | -      | 22  | -       | -       | -   | 14  | Np  | -   | -   | 22  | Np  |     |     |     |     |            |        |

### Résultats en AMA Motocross
| Année | Équipe                         | Moto            | 1          | 2          | 3              | 4              | 5              | 6              | 7           | 8           | 9              | 10             | 11         | 12         | 13             | 14             | 15           | 16           | 17           | 18           | 19           | 20           | 21           | 22           | 23            | 24            | Classement | Points |
| ----- | ------------------------------ | --------------- | ---------- | ---------- | -------------- | -------------- | -------------- | -------------- | ----------- | ----------- | -------------- | -------------- | ---------- | ---------- | -------------- | -------------- | ------------ | ------------ | ------------ | ------------ | ------------ | ------------ | ------------ | ------------ | ------------- | ------------- | ---------- | ------ |
| 2002  | Team Chevy Trucks Kawasaki     | Kawasaki KX 125 | Glen Helen | Glen Helen | Hangtown       | Hangtown       | High Point     | High Point     | Moto-X 338  | Moto-X 338  | Budds Creek    | Budds Creek    | Red Bud    | Red Bud    | Kenworthys     | Kenworthys     | Unadilla     | Unadilla     | Washougal    | Washougal    | Spring Creek | Spring Creek | Broome-Tioga | Broome-Tioga | Steel City    | Steel City    | 1er        | 529    |
| 2002  | Team Chevy Trucks Kawasaki     | Kawasaki KX 125 | 1          | 2          | 1              | 1              | 4              | 37             | 30          | 1           | 1              | 1              | 2          | 1          | 1              | 1              | 1            | 1            | 3            | 1            | 2            | 1            | 1            | 1            | 1             | 1             | 1er        | 529    |
| 2003  | Team Chevy Trucks Kawasaki     | Kawasaki KX 125 | Glen Helen | Glen Helen | Hangtown       | Hangtown       | High Point     | High Point     | Moto-X 338  | Moto-X 338  | Budds Creek    | Budds Creek    | Red Bud    | Red Bud    | Unadilla       | Unadilla       | Washougal    | Washougal    | Spring Creek | Spring Creek | Broome-Tioga | Broome-Tioga | Steel City   | Steel City   |               |               | 3e         | 350    |
| 2003  | Team Chevy Trucks Kawasaki     | Kawasaki KX 125 | -          | -          | -              | -              | -              | -              | -           | -           | 1              | 1              | 1          | 1          | 1              | 1              | 1            | 1            | 1            | 1            | 1            | 1            | 1            | 1            |               |               | 3e         | 350    |
| 2004  | Team Chevy Trucks Kawasaki     | Kawasaki KX 125 | Hangtown   | Hangtown   | High Point     | High Point     | Moto-X 338     | Moto-X 338     | Budds Creek | Budds Creek | Red Bud        | Red Bud        | Unadilla   | Unadilla   | Kenworthys     | Kenworthys     | Washougal    | Washougal    | Spring Creek | Spring Creek | Broome-Tioga | Broome-Tioga | Steel City   | Steel City   | Glen Helen    | Glen Helen    | 1er        | 575    |
| 2004  | Team Chevy Trucks Kawasaki     | Kawasaki KX 125 | 1          | 1          | 1              | 1              | 1              | 1              | 1           | 1           | 1              | 33             | 1          | 1          | 1              | 1              | 1            | 1            | 1            | 1            | 1            | 1            | 1            | 1            | 1             | 1             | 1er        | 575    |
| 2005  | Team Kawasaki Motocross Racing | Kawasaki KX 250 | Hangtown   | Hangtown   | High Point     | High Point     | Moto-X 338     | Moto-X 338     | Budds Creek | Budds Creek | Red Bud        | Red Bud        | Unadilla   | Unadilla   | Thunder Valley | Thunder Valley | Washougal    | Washougal    | Spring Creek | Spring Creek | Broome-Tioga | Broome-Tioga | Steel City   | Steel City   | Glen Helen    | Glen Helen    | 10e        | 163    |
| 2005  | Team Kawasaki Motocross Racing | Kawasaki KX 250 | 6          | 30         | 2              | 2              | 34             | 38             | 2           | 3           | 2              | 3              | 29         | 40         | -              | -              | -            | -            | -            | -            | 3            | 37           | -            | -            | -             | -             | 10e        | 163    |
| 2006  | Team Kawasaki Motocross Racing | Kawasaki KX450F | Hangtown   | Hangtown   | High Point     | High Point     | Moto-X 338     | Moto-X 338     | Budds Creek | Budds Creek | Red Bud        | Red Bud        | Unadilla   | Unadilla   | Thunder Valley | Thunder Valley | Washougal    | Washougal    | Spring Creek | Spring Creek | Broome-Tioga | Broome-Tioga | Steel City   | Steel City   | Glen Helen    | Glen Helen    | 4e         | 381    |
| 2006  | Team Kawasaki Motocross Racing | Kawasaki KX450F | 1          | 2          | 32             | 40             | 1              | 11             | -           | -           | 2              | 2              | 40         | 40         | 2              | 5              | 2            | 1            | 2            | 11           | 2            | 2            | 2            | 2            | 1             | 1             | 4e         | 381    |
| 2007  | Team Monster Energy Kawasaki   | Kawasaki KX450F | Hangtown   | Hangtown   | High Point     | High Point     | Moto-X 338     | Moto-X 338     | Budds Creek | Budds Creek | Red Bud        | Red Bud        | Unadilla   | Unadilla   | Thunder Valley | Thunder Valley | Washougal    | Washougal    | Spring Creek | Spring Creek | Steel City   | Steel City   | Freestone    | Freestone    | Glen Helen    | Glen Helen    | 7e         | 290    |
| 2007  | Team Monster Energy Kawasaki   | Kawasaki KX450F | 1          | 4          | 2              | 2              | 2              | 2              | 1           | 2           | 1              | 2              | -          | -          | 4              | 2              | 1            | 35           | -            | -            | -            | -            | -            | -            | -             | -             | 7e         | 290    |
| 2008  | Team Monster Energy Kawasaki   | Kawasaki KX450F | Glen Helen | Glen Helen | Hangtown       | Hangtown       | Freestone      | Freestone      | High Point  | High Point  | Thunder Valley | Thunder Valley | Red Bud    | Red Bud    | Budds Creek    | Budds Creek    | Unadilla     | Unadilla     | Washougal    | Washougal    | Spring Creek | Spring Creek | Moto-X 338   | Moto-X 338   | Steel City    | Steel City    | 1er        | 600    |
| 2008  | Team Monster Energy Kawasaki   | Kawasaki KX450F | 1          | 1          | 1              | 1              | 1              | 1              | 1           | 1           | 1              | 1              | 1          | 1          | 1              | 1              | 1            | 1            | 1            | 1            | 1            | 1            | 1            | 1            | 1             | 1             | 1er        | 600    |
| 2010  | Team San Manuel/ L&M Racing    | Yamaha YZ450F   | Hangtown   | Hangtown   | Freestone      | Freestone      | High Point     | High Point     | Budds Creek | Budds Creek | Thunder Valley | Thunder Valley | Red Bud    | Red Bud    | Spring Creek   | Spring Creek   | Washougal    | Washougal    | Unadilla     | Unadilla     | Moto-X 338   | Moto-X 338   | Steel City   | Steel City   | Pala          | Pala          | 35e        | 20     |
| 2010  | Team San Manuel/ L&M Racing    | Yamaha YZ450F   | -          | -          | -              | -              | -              | -              | -           | -           | -              | -              | -          | -          | -              | -              | -            | -            | 3            | 35           | -            | -            | -            | -            | -             | -             | 35e        | 20     |
| 2012  | Yoshimura Racing Team          | Suzuki RMZ 450  | Hangtown   | Hangtown   | Freestone      | Freestone      | Thunder Valley | Thunder Valley | High Point  | High Point  | Budds Creek    | Budds Creek    | Red Bud    | Red Bud    | Spring Creek   | Spring Creek   | Washougal    | Washougal    | Moto-X 338   | Moto-X 338   | Unadilla     | Unadilla     | Steel City   | Steel City   | Lake Elsinore | Lake Elsinore | 11e        | 163    |
| 2012  | Yoshimura Racing Team          | Suzuki RMZ 450  | 1          | 1          | 1              | 1              | 38             | Np             | 5           | Np          | -              | -              | 6          | 3          | -              | -              | -            | -            | -            | -            | 9            | 35           | -            | -            | -             | -             | 11e        | 163    |
| 2013  | Yoshimura Racing Team          | Suzuki RMZ 450  | Hangtown   | Hangtown   | Thunder Valley | Thunder Valley | Tennessee      | Tennessee      | High Point  | High Point  | Budds Creek    | Budds Creek    | Moto-X 338 | Moto-X 338 | Red Bud        | Red Bud        | Washougal    | Washougal    | Spring Creek | Spring Creek | Unadilla     | Unadilla     | Utah         | Utah         | Lake Elsinore | Lake Elsinore | 5e         | 289    |
| 2013  | Yoshimura Racing Team          | Suzuki RMZ 450  | 3          | 3          | 15             | 3              | 4              | 6              | 16          | 36          | 11             | 13             | 34         | 4          | 2              | 2              | 3            | 3            | 1            | 3            | 3            | 38           | 36           | Np           | -             | -             | 5e         | 289    |
| 2014  | Yoshimura Racing Team          | Suzuki RMZ 450  | Glen Helen | Glen Helen | Hangtown       | Hangtown       | Thunder Valley | Thunder Valley | High Point  | High Point  | Tennessee      | Tennessee      | Red Bud    | Red Bud    | Budds Creek    | Budds Creek    | Spring Creek | Spring Creek | Washougal    | Washougal    | Unadilla     | Unadilla     | Indiana      | Indiana      | Utah          | Utah          | 9e         | 226    |
| 2014  | Yoshimura Racing Team          | Suzuki RMZ 450  | 6          | 6          | 5              | 3              | 1              | 3              | 1           | 1           | 5              | 11             | 39         | 12         | 5              | 31             | 7            | 40           | -            | -            | -            | -            | -            | -            | -             | -             | 9e         | 226    |

## Palmarès
Motocross - Amateur
11 championnats nationaux Loretta Lynn
1993: 51 cm3 7-8 Stock

1995: 65 cm3 Stock 7-9

1996: 65 cm3 Stock 10-11

1997: 85 cm3 Stock 7-11

1998: 85 cm3 Mod 9-13

1999: 85 cm3 Stock 12-13

1999: 85 cm3 Mod 9-13

2000: 85 cm3 Mod 14-15

2000: Supermini 12-15

2001: 125 Mod 12-15

2001: 125 A
Motocross - Professionnel
- Champion AMA de motocross Lites 2002, 2004 (125 cm3)
- Champion AMA de supercross Lites Côte Ouest 2003 (125 cm3)
- Champion AMA de supercross Lites Côte Est 2004 (125 cm3)
- Champion du Monde FIM de supercross 2006, 2007 (450 cm3)
- Champion AMA de supercross 2007, 2009 (450 cm3)
- Champion AMA de motocross 2008 (450 cm3)

- Vainqueur du motocross des nations 2006 avec Ryan Villopoto et Ivan Tedesco
- Vainqueur du motocross des nations 2008 avec Ryan Villopoto et Tim Ferry
- Vainqueur de l'U.S. Open Supercross 2006, 2008, 2009
- Vainqueur du Supercross de Bercy 2008
- Vainqueur de la Monster Energy Cup 2013
- Vainqueur du Red Bull Straight Rhythm 2014, 2015 (catégorie Open)